# Elam
|  | Aquest article tracta sobre el regne de l'antiguitat al sud-oest de l'actual Iran. Si cerqueu fill de Sem segons el Gènesi, vegeu «Llista de personatges bíblics#Elam». |

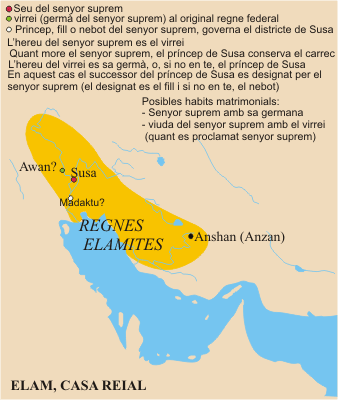
Elam, casa reial

Elam fou un regne de la part sud-oest Khuzestan de l'actual Iran, constituït per una federació de regnes o regions de població elamita. El concepte d'Elam ha anat canviant amb el temps. Avui se sap que Susa (o Susiana) i Elam eren dues entitats diferents, malgrat que es creia que eren la mateixa, i només amb el temps s'arriben a superposar.

## Història

### Període protoelamita
No s'ha de confondre l'Elam amb la Susiana. Aquesta equival a la plana i la part baixa dels contraforts de Zagros a l'actual província persa de Ḵūzestān. Als darrers anys el lloc de Tal-e Malyan (Mālīān) a Fars ha estat identificat com l'antic centre del regne d'Anshan, un dels components del regne d'Elami, i s'ha pogut establir que Susa i Elam eren diferents entitats. Els límits de l'Elam van variar al llarg dels segles; les fonts mesopotàmiques permeten establir un mapa d'Elam a finals del tercer mil·lenni aC, mercès a la "Geografia de Sargon d'Akkad" (datada aproximadament el 2300 a. C); al tercer mil·lenni les fonts sumèries permeten saber els límits d'Elam amb certa precisió: comprenia tot l'altiplà persa des de Mesopotàmia al desert i des de la mar Càspia al golf Pèrsic. La influència elamita era política i cultural i arribava encara més lluny, fins a l'Àsia central i Pakistan i a la costa sud del Golf Pèrsic. Susa al contrari era una dependència de Mesopotàmia que va pertànyer al regne d'Accad i després a estats mesopotàmics, especialment a Ur, i només durant poc temps va ser part de la confederació elamita formada pels regnes d'Awan (als Zagros), el de Simashki (de Kerman a la mar Càspia) i Anshan (Fars fins al golf Pèrsic). Per la gent d'Awan i Simashki, Elam era equivalent a Anshan.
La primera menció d'Elam és a un text del rei Enmebaragesi de Kix vers la meitat del segle XXVII aC. Els elamites es van aliar a Susa i a finals del segon mil·lenni van posar fi a la dinastia d'Ur. Susiana va passar llavors a Elam i es va fundar la dinastia d'Eparti o Sukkalmah, fundada pel novè rei de Simashki. Al segle xviii aC el regne va perdre els territoris orientals.
Els reis d'Anshan i Susa del període mitjà (1500-1100 aC) dominaven les províncies actuals de i Khuzestan, incloent Busher. Al primer mil·lenni, pressionats per les poblacions indoiràniques de l'altiplà els elamites van quedar reduïts a Susiana. És aquest petit territori el que els assiris (Assurbanipal) esmenten quan parlen d'Elam, com també fan les inscripcions aquemènides i la Bíblia.
Al primer període elamita (període antic vers 2400-1500 aC) van governar tres dinasties elamites: 
- Dinastia d'Awan, dotze reis a la llista de Susa
- Dinastia de Simashki, dotze reis
- Dinastia dels epàrtides (del rei Eparti) coneguda per Sukkalmah (pel títol que tenien els reis).

Les llistes reials de Susa no parlen ni de les relacions familiars entre els reis ni del temps dels regnats, però alguns són coneguts per fonts bàsicament sumèries.

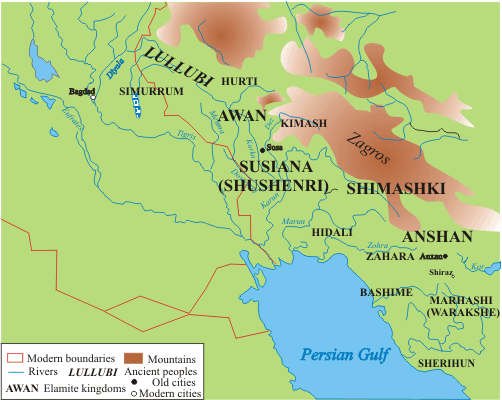
Mapa de la zona d'Elam

### Període mitjà
Va seguir el període mitjà (vers 1500 aC-1100 aC) durant el qual la cultura elamita va arribar a Susiana i es va tornar al títol de "rei d'Anshan i Susa", deixant el de sukkalmah o de sukkal. Amb la primera dinastia, els Kidínuides o Quidínuides, l'idioma de Susiana encara era l'acadià, però després amb els igihàlquides i els Sutrúquides, les inscripcions en acadià pràcticament desapareixen. Els déus elamites s'imposen a Susiana i arriben al cim amb la construcció del complex religiós de Doga Zanbil (Dur Untash).

### Període neoelamita
Finalment el període neoelamita dividit en tres parts, entre el 1100 aC i el 644 aC i de fet fins al 536 aC:
- Neoelamita I
- Neoelamita II
- Neoelamita III

Durant la primera part hi ha l'arribada massiva d'elements iranians a l'altiplà, que va reduir els límits ètnico-culturals de l'estat elamita, que ja s'havia reduït constantment. Als textos assiris els invasors tenen el nom de medes, i distingeixen els " medes poderosos" i els "medes llunyans". Els segons vivien més enllà del mont Bikni la muntanya del lapislàtzuli i el primer grup les muntanyes de la regió d'Ecbàtana (Hamadan). Dels medes llunyans (entre la moderna Teheran i Afganistan a l'est i Elam al sud) quasi no se sap res, però posteriorment van originar els parts, sagartis, arians, margians, bactrians, sogdians i altres. El país del lapislàtzuli seria al Badakhxan.
Els iranians van arribar a l'altiplà d'Anshan i els elamites van anar lentament desplaçant-se cap a la Susiana, a la plana. Així Anshan va esdevenir el país dels perses i Susa el dels elamites. Els reis neo-elamites es feien dir "reis d'Anshan i Susa", excepte els tres darrers Ummanunu, Silhak-Inshushinak II, i Tepti-Humban-Inshushinak. El període aquemènida d'Elam va des de la dominació dels perses d'Anshan (vers el 536 aC) a la conquesta d'Alexandre el Gran quan la llengua elamita desapareix de l'escriptura.
Els dos petits regnes elamites que subsistien a Susiana foren sotmesos per la força emergent d'Anshan governada per la dinastia persa dels aquemènides. Des de llavors Susa va tornar a ser una ciutat important especialment sota Darios I el Gran (521-486 aC), i Susiana va esdevenir la tercera província (les altres dues eren Persis i Mèdia).
Durant aquesta època Elam es deia en elamita Hatamtu, en acadià Nim, i els perses l'esmentaven com Susiana. Susa va esdevenir capital i va eclipsar a Pasàrgada i Anshan, les altres capitals dels aquemènides, i després va rivalitzar amb Persèpolis (fundada per Darios I) i Ecbàtana, la capitals dels medes. Les notícies d'ambaixades estrangeres sempre arriben a Susa i surten de Susa segons les tauletes trobades a Persèpolis. Aquests documents són escrits en elamita i rarament en antic persa (amb el que estan escrites les inscripcions reials, trilingües amb l'acadià i l'elamita). Però l'elamita ja tenia moltes influències perses.
El panteó elamita va reviure sota Darios I el Gran i sota el seu successor Xerxes I de Pèrsia, però després va desaparèixer.

## Art
L'art elamita destaca per les seves escultures. Algunes de les estatuetes més antigues conservades són figures humanes en or i plata, probablement reis, que daten des del segle XII aC. Podien tenir una funció votiva, com a part dels sacrificis públics oferts en la religió elamita i al mateix temps demostrar la riquesa del monarca. Més antics són els segells amb relleus, que importen trets mesopotàmics i cobreixen les diferents etapes de la civilització d'Elam.

## Llegat
La destrucció d'Elam com a potència independent no va significar la desaparició de la seva cultura, absorbida parcialment pels perses posteriors. Els déus locals van continuar sent venerats durant el període aquemènida i els genis alats es veuen en monuments i obres artístiques molt més tardanes. Igualment es van mantenir topònims i les antigues divisions elamites fins a l'edat mitjana.